# 루이스 A. 스위프트
루이스 A. 스위프트(영어: Lewis A. Swift, 1820년 2월 29일 – 1913년 1월 5일)는 13개의 혜성과 1,248개의 이전에 목록화되지 않은 성운을 발견한 미국의 천문학자이다.

## 발견
스위프트는 주기 혜성 11P/템펠-스위프트-리니어, 64P/스위프트-게렐스, 109P/스위프트-터틀(페르세우스자리 유성군의 모천체)을 포함하여 여러 혜성을 발견하거나 공동 발견했다. 또한 혜성 C/1877 G2, C/1878 N1, C/1879 M1, C/1881 J1, C/1881 W1, C/1892 E1, D/1895 Q1(D/스위프트로도 알려져 있으며, 이 혜성의 잔해 흐름은 매리너 4호가 1967년 9월 15일에 아마도 마주쳤을 것이다), C/1896 G1 및 C/1899 E1을 발견했으며, C/1883 D1(브룩스-스위프트)을 공동 발견했다. 하지만 혜성 54P/드 비코-스위프트-니트는 그가 아니라 그의 아들 에드워드 D. 스위프트가 발견했다.
79세에 마지막 혜성을 발견했다. 76년 간격으로 나타나는 핼리 혜성을 두 번 관찰한 몇 안 되는 사람 중 한 명이었다.
1878년에 \두 개의 불칸형 행성(수성 궤도 내의 행성)을 관측했다고 발표했지만, 이후 착각한 것으로 밝혀졌다.
혜성 외에도 IC 289와 같은 수백 개의 성운과 NGC 6, NGC 19, NGC 27과 같은 은하를 발견했다. NGC 17을 독자적으로 관측하여 신판 일반 목록에 NGC 34로 별도로 등재하게 했다.

## 생애
스위프트에 따르면, 그는 클락슨 (뉴욕주)에서 학교에 가던 중 1843년 대혜성을 관측한 후 어린 소년 때 처음으로 천문학에 관심을 갖게 되었다. 그의 선생님은 처음에 그의 관측을 무시했지만, 3일 후 혜성의 '발견'이 발표되었다.
스위프트는 로체스터 (뉴욕주)에서 앰브로스 스트리트의 골목이나 더피 사과주 공장의 지붕에서 '눈 속에 누워' 초기 관측을 수행했다. 나중에 그는 로체스터 특허 의약품 사업가 헐버트 해링턴 워너의 후원을 받아 스위프트를 위한 천문대 건설 비용을 지원받았다. 스위프트를 위해 16인치 망원경을 구입하기 위해 13,000달러의 기금이 모였다.
워너는 1893년 공황으로 파산하여 재정 지원이 중단되었고, 스위프트는 16인치 망원경을 가지고 캘리포니아주로 가서 마운트 로 천문대장이 되었다.
그는 두 번 결혼했는데, 첫 번째는 1850년 루크레티아 헌트와, 두 번째는 1864년 캐리 D. 토핑과 결혼했다. 에드워드 D. 스위프트는 후자의 아내와의 아들이었다.

## 명예
스위프트는 1879년에 로체스터 대학교에서 명예 박사 학위를 받았다.
스위프트는 당시의 다른 어떤 천문학자보다 많은 메달을 받았는데, 여기에는 빈에 있는 오스트리아 과학 아카데미에서 받은 금메달 3개, 태평양천문학회에서 받은 청동메달 4개, 프랑스천문학회인 Société astronomique de France에서 받은 라플라스 메달이 포함된다. 1897년에 그는 왕립천문학회의 잭슨-길트 메달을 수상한 최초의 인물이 되었다.
소행성 5035 스위프트는 그의 이름을 따서 명명되었으며, 달 분화구 스위프트도 마찬가지이다.

## 내용주
1. ↑  
“Obituary Notes of Astronomers”. www.astro.uni-bonn.de. 2008년 6월 8일에 확인함.
2. ↑  Hockey, Thomas (2007). 《Biographical Encyclopedia of Astronomers》. Springer. 1115쪽. ISBN 978-0-387-31022-0.
3. ↑  NASA - Meteor Mystery, Solved? 보관됨 2009-04-06 - 웨이백 머신 at science.nasa.gov
4. 1 2 3 4  《Prof. Lewis Swift》 (PDF). 《New York Times》. 1902년 2월 2일. 2009년 7월 9일에 확인함.
5. 1 2  Wlasuk, Peter T. (1996). 《'So Much for Fame!': The Story of Lewis Swift》. 《Quarterly Journal of the Royal Astronomical Society》 37. 683–707쪽. Bibcode:1996QJRAS..37..683W.
6. ↑  Provost, Office of the. “Honorary Degree Recipients - University of Rochester Office of the Provost”. 《Office of the Provost》 (미국 영어). 2022년 8월 5일에 확인함.
7. ↑  “English Mechanic and World of Science, Volume 70”. 《Google Books》. 1900. 2015년 5월 15일에 확인함.